# Paspalum multinodum
Paspalum multinodum är en gräsart som beskrevs av Bryan Kenneth Simon. Paspalum multinodum ingår i släktet tvillinghirser, och familjen gräs. Inga underarter finns listade i Catalogue of Life.